# Sonate d'église no 15 de Mozart

La Sonate d'église no 15 en do majeur, K. 328/317c est une sonate d'église en un seul mouvement composée par Wolfgang Amadeus Mozart probablement au début de 1779 à Salzbourg. Elle était destinée à être utilisée par le Prince-archevêque de Salzbourg, Hieronymus von Colloredo au service de qui travaillait Mozart depuis 1772.

## Caractéristiques
L'œuvre est écrite en do majeur. La mesure est marquée , et le tempo indiqué est Allegro. L'œuvre comporte 105 mesures et est divisée en deux parties, chacune d'elles répétée deux fois. Dans la première (mesures 1-41), la tonalité évolue jusqu'à la tonalité de sol majeur (dominante). Dans la seconde partie (mesures 42-105), le morceau revient à la tonalité principale.
Comme les autres sonates d'église de Mozart, elle est écrite pour deux violons, un orgue, et des basses (violoncelle, contrebasse et basson Ad libitum).